# 그레이엄섬 (누나부트 준주)

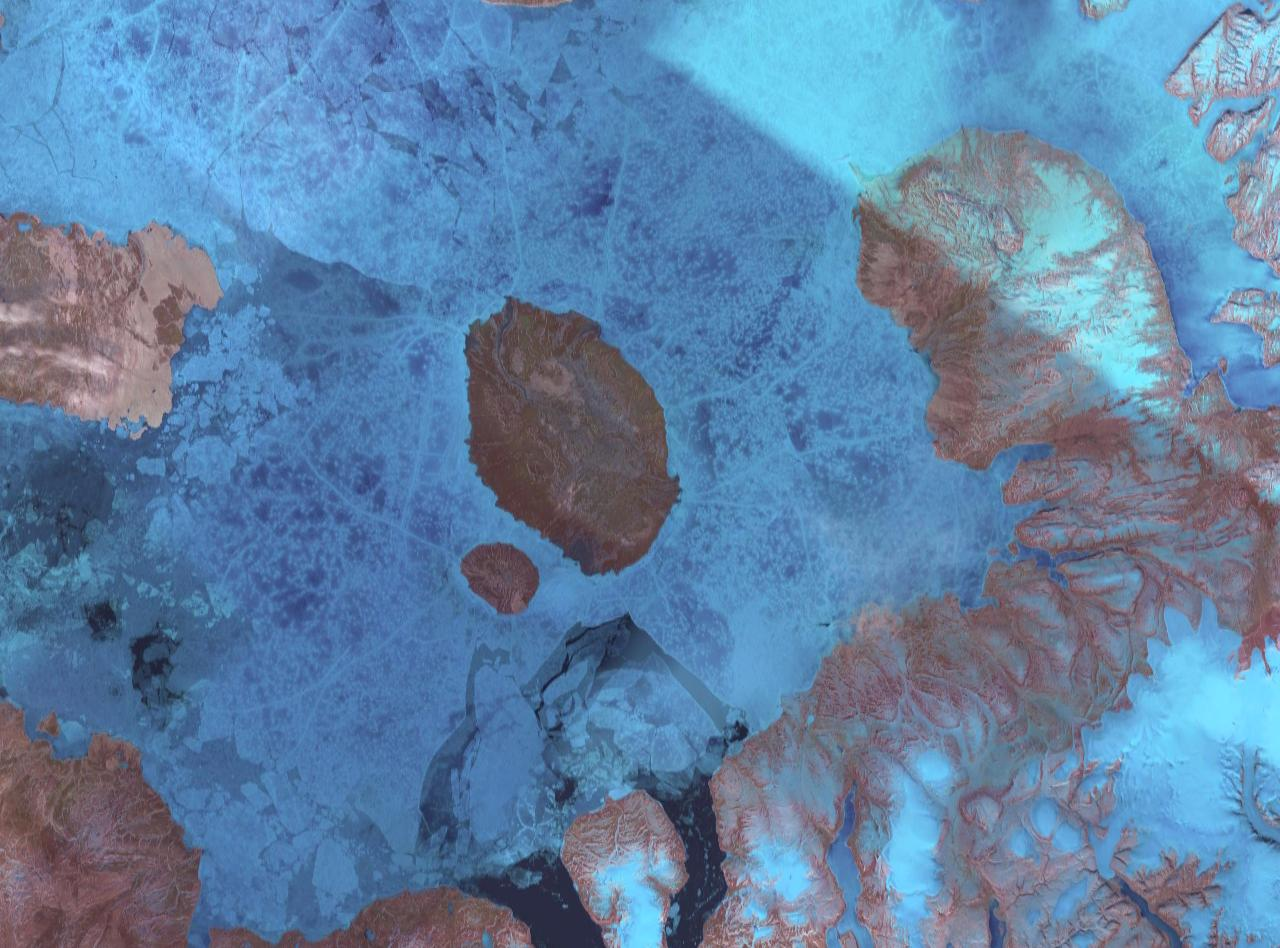

그레이엄섬(Graham Island)은 캐나다의 퀸 엘리자베스 제도를 구성하는 섬 중 하나로, 누나부트 준주에 속한다. 면적은 1,378km2.